# Harambee
Harambee es una tradición keniana en eventos de autoayuda comunitaria. Pueden ser recaudo de fondos o actividades de desarrollo comunitario. Harambee también es el lema oficial de Kenia y aparece en su escudo de armas. 
Harambee significa literalmente "trabajando juntos por un propósito común" o "vamos todos a halar juntos" en suajili; puede oscilar entre los asuntos informales que duran un par de horas donde las invitaciones van de boca en boca, y acontecimientos formales de varios días anunciados en los periódicos. Ha sido importante durante siglos en algunas partes de África Oriental en la construcción y el mantenimiento de las comunidades. 
Tras la independencia de Kenia en 1963, el primer ministro y más tarde primer presidente de Kenia, Jomo Kenyatta, adoptó "Harambee" como un concepto integrador que ayudara a construir la nueva nación. Lo utilizaba como un grito en sus discursos para instar a la cooperación. Alentó a las comunidades a trabajar juntos y recaudar fondos para todo tipo de proyectos locales; prometió que el gobierno proporcionaría los gastos para su puesta en marcha. Sin embargo, estas prácticas nunca se institucionalizaron en la presidencia de Kenyatta.
En este sistema, personas adineradas que deseen entrar en política pueden donar grandes sumas de dinero a las autoridades locales en reuniones Harambee y, con ello, obtener legitimidad. Se hacen especies de subastas, con grandes canastas donde se deposita el dinero. Dos "invitados de honor" compiten entre sí para demostrar cuál respalda más un proyecto de beneficio comunal. Si la suma donada es muy fuerte, aparece al otro día en los periódicos. Así, los donantes mejoran su imagen.
En todo el mundo, varias organizaciones, escuelas, premios, proyectos, etc., sobre todo religiosos, utilizan este término en la actualidad.

## Controversia
Algunos cristianos conservadores en Kenia se han opuesto al uso de la palabra "Harambee" porque se deriva de una expresión de alabanza a una deidad hindú. Otros rechazan estas objeciones porque consideran que el origen de la palabra es irrelevante para su uso y significado modernos.